# フィオミア
フィオミア (Phiomia) は、古第三紀始新世後期から漸新世前期にかけて生息した、長鼻目フィオミア科に属する絶滅した哺乳類の属。エジプト及びインドから化石が産出している。
学名は「ファイユームの鋸歯を持つ獣」を意味し、肩までの高さは1～1.5メートルほど、1936年の論文では134.5センチメートルと推測されている。体長はシロサイほどであったと推測されている。下顎から一対の牙が前方に伸びてシャベルのような突起になっているのが特徴であり、バクのような短い鼻も有した。下顎の扁平な牙と短い鼻は、餌となる植物の収集に利用されたことが考えられている。
同じく長鼻目に属するモエリテリウムと共存していたが、コビトカバに類似した生態が推測されているモエリテリウムよりも本属は森林に適応していたと見られており、大きな競争は生じていなかったと推測されている。